# Regadas (Beade)
Regadas (llamada oficialmente San Amaro das Regadas) es una parroquia y un lugar español del municipio de Beade, en la provincia de Orense, Galicia.

## Toponimia
La parroquia también es conocida por los nombres de San Amaro de Regadas, San Mauro das Regadas  y San Mauro de Regadas.

## Organización territorial
La parroquia está formada por una entidad de población:
- As Regadas

## Demografía
Gráfica demográfica del lugar y parroquia de Regadas según el INE español:
| Gráfica de evolución demográfica de Regadas entre 2000 y 2022 |
|                                                               |
| Datos según el nomenclátor publicado por el INE.              |